# Frédéric Malle
Frédéric Malle, né le 17 juillet 1962 à Boulogne-Billancourt, est un éditeur de parfums français.

## Biographie

### Origines et vie privée
Il est le neveu du réalisateur français, Louis Malle, et le petit-fils de Serge Heftler-Louiche, ancien directeur général des parfums Coty, puis fondateur des Parfums Christian Dior,. Sa mère Marie-Christine Wittgenstein est responsable de la création des parfums jusqu'en 2003 chez Parfums Christian Dior ; elle est devenue princesse après avoir divorcé de son époux Jean-François Malle pour se remarier avec le prince Robin zu Sayn-Wittgenstein-Berleburg. Frédéric Malle est marié avec Marie Beistegui, issue d'une famille descendant de Charles de Beistegui, qui travaille comme psychologue à New York auprès de personnes défavorisées. Ils se sont mariés au château de Groussay.

### Formation et débuts professionnels
Il grandit au n°8 rue de Courty, dans l'ancien appartement de la famille de Jean-Paul Guerlain (7e arrondissement de Paris). Après avoir passé son bac à Paris, Frédéric Malle fait des études d’économie et d’histoire de l’art à l’université de New York (NYU). De retour à Paris en 1984, il décide d’apprendre les nombreux métiers qui participent à l’élaboration d’un parfum. Il travaille trois ans au sein d’une agence de publicité.
En 1988, après avoir été repéré par son président Jean Amic (qui effectue une séance de tests chez sa mère), Frédéric Malle intègre la société Roure (d'abord comme commercial), d’où émane la plupart des vedettes de la création olfactive actuelle. Il y est d’abord formé pendant plusieurs mois à l’art de sentir, puis il assiste Jean Amic (PDG de la société) dans la gestion créative de comptes tels que Yves Saint Laurent, L’Oréal, Nina Ricci... C’est là, au contact des « nez », avec lesquels il travaille quotidiennement, que naît sa véritable vocation. Il quitte Roure en 1992. Après un passage en Angleterre, il décide de devenir consultant en 1994.
Lors de ces expériences, il constate que le marché de la parfumerie, devenu trop global, ne lui permet plus de créer des produits avec la liberté et le goût du détail auxquels il aspire.

### Les Éditions de Parfums Frédéric Malle
Les Éditions de Parfums Frédéric Malle est une marque de parfums créée en 2000. La première boutique, située rue de Grenelle, ouvre le 6 juin (en référence au débarquement de Normandie). Dès le départ, la presse et des distributeurs américains sont séduits. Leur vocation est de proposer des parfums d’auteur, comme une maison d'éditions de livres. C'est une marque dite de niche, dans la tradition française de la grande parfumerie.
Le créateur a collaboré avec des parfumeurs célèbres travaillant pour des sociétés de composition et de matières premières, comme Olivia Giacobetti, Jean-Claude Ellena (qui ne travaillait pas exclusivement pour Hermès à l'époque) ou Dominique Ropion. Les parfumeurs se voient donner une grande liberté, de temps et de prix, pour la création de parfums originaux et très luxueux.
À l’image d’une maison d’édition littéraire, et contrairement aux pratiques en cours dans le métier, chaque création est signée par le parfumeur qui l'a créé. Habituellement seule la marque appose son nom sur le flacon.
Le rôle de Frédéric Malle varie selon les demandes et la personnalité de chaque parfumeur, passant du non-interventionnisme à celui de coauteur dans certaines créations. Mais, comme un éditeur de livres, c’est lui qui décide de lancer ou non tel ou tel parfum. 
Le prestige de ces parfums doit également à l'absence de publicité, leur notoriété émanant du bouche-à-oreille.
Après 14 ans d’activité, la collection des Éditions de Parfums Frédéric Malle propose 22 parfums pour soi, ainsi qu'une ligne de parfums pour la maison, avec notamment 13 bougies et la 'Fleur Mécanique', un diffuseur électrique de luxe.
En janvier 2015, Estée Lauder achète l'entreprise pour 12 millions de dollars, laissant cependant toujours la direction à Frédéric Malle.
En juin 2015, un point de vente ouvre à Rome et un à Londres en septembre de la même année.

### Parfums
- Musc Ravageur - Maurice Roucel (2000)
- Une Fleur de Cassie – Dominique Ropion (2000)
- Le Parfum de Thérèse – Edmond Roudnitska (2000)
- Noir Épices – Michel Roudnitska (2000)
- En Passant – Olivia Giacobetti (2000)
- Lipstick Rose – Ralf Schwieger (2000)
- Lys Méditerranée – Édouard Fléchier (2000)
- Iris Poudre – Pierre Bourdon (2000)
- Angéliques sous la Pluie – Jean-Claude Ellena (2000)
- Cologne Bigarade – Jean-Claude Ellena (2001)
- Bigarade Concentrée – Jean-Claude Ellena (2002)
- Vétiver Extraordinaire – Dominique Ropion (2002)
- Une Rose – Édouard Fléchier (2003)
- L’Eau d’Hiver – Jean-Claude Ellena (2003)
- Carnal Flower – Dominique Ropion (2005)
- French Lover – Pierre Bourdon (2007)
- Outrageous – Sophia Grosjman (2007)
- Dans Tes Bras – Maurice Roucel (2008)
- Géranium pour Monsieur – Dominique Ropion (2009)
- Portrait of a Lady – Dominique Ropion (2010)
- Dries Van Noten - Bruno Jovanovic (2013)[8]
- Eau De Magnolia – Carlos Benaim (2014)
- Cologne Indélébile - Dominique Ropion (2015)
- The Night - Dominique Ropion (2016)
- Monsieur. - Bruno Jovanovic (2016)
- Superstitious - Dominique Ropion (2017)
- Sale Gosse - Olivia Giacobetti (2017)
- Promise - Dominique Ropion (2017)
- Music for a While - Carlos Benaïm (2018)
- Dawn - Carlos Benaïm (2018)
- The Moon - Julien Rasquinet (2019)
- Rose & Cuir - Jean-Claude Ellena (2019)

### Distinction
- Chevalier de l'Ordre des Arts et des Lettres